# 糖漿

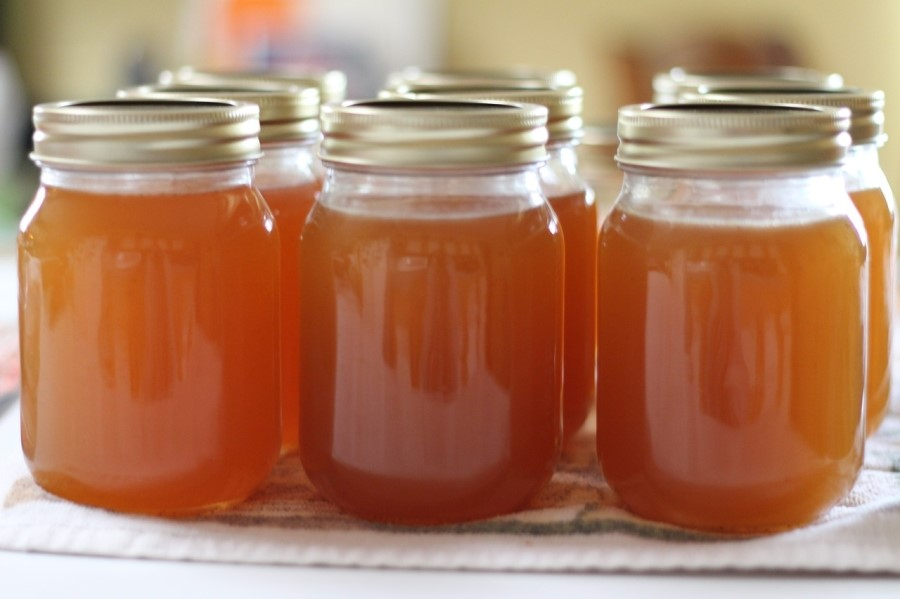
瓶裝糖漿

糖漿（英語：Syrup）是透過煮或其它技術製成的、黏稠的、含高濃度的糖溶液。製造糖漿的原材料可以是糖水、甘蔗汁、果汁或者其它植物汁等。由於糖漿含糖量非常高，在密封狀態下它不需要冷藏也可以保存比較長的時間。糖漿可以用來調製飲料或者做甜食。
家裡製作的水果糖漿一般是這樣做的：將水果壓碎後加水煮，將果肉過濾掉，加糖，然後繼續煮，直到溶液黏稠為止，冷卻後放在瓶裡貯藏。
商店裡賣出來的水果糖漿一般是使用濃的糖溶液配香料和色素製成的，而不是真正的水果糖漿。
楓糖漿、蜂蜜和威盛等自然產物含有類似糖漿的成分。
食品工業往往生產水果糖漿來節省運輸時的重量和費用，這樣的糖漿在使用時或者在零銷部門被加水沖開後成為果汁。比如飯店、酒吧裡賣出來的橘子汁幾乎完全都是用水果糖漿沖開的。此外在食品工業中糖漿往往是使用玉米、馬鈴薯或者小麥等製成的，而不是使用比較昂貴的甘蔗等製成的。
一些雞尾酒也加糖漿。